# Open rate
L'open rate, o tasso di apertura, è uno dei metri più diffusi, insieme al click-through rate, per misurare il successo di una campagna di email marketing. 

## Descrizione
Il termine open rate viene utilizzato principalmente dai professionisti del marketing per misurare l'indicazione di quante persone hanno visualizzato (aperto) un'email inviata nell'ambito di una campagna di email marketing. È più comunemente espresso in percentuale e calcolato dividendo il numero di messaggi e-mail aperti per il numero totale di messaggi inviati. 
Il tracciamento dell'open rate viene generalmente effettuato utilizzando un pixel trasparente 1x1 o una piccola immagine di tracciamento trasparente incorporata nelle e-mail in uscita. Quando il client o il browser utilizzato per visualizzare l'e-mail scarica quell'immagine, viene registrato un "open" per quell'e-mail dal server host dell'immagine. L'e-mail non verrà conteggiata come aperta fino a quando si verifica una delle seguenti condizioni: 
1. Il destinatario scarica le immagini nell'e-mail
2. Il destinatario interagisce con l'e-mail facendo clic su un collegamento

L'open rate di una determinata campagna email può variare in base a un numero di fattori. Ad esempio, il tipo di settore a cui viene inviata l'e-mail, il giorno e l'ora in cui un'e-mail è programmata o inviata, l'oggetto più o meno chiaro accattivante scelto nell'email o anche il nome del mittente dell'email stessa.